# Lagoa de Sombrio
A Lagoa do Sombrio está localizada no estado brasileiro de Santa Catarina, no município de Sombrio.
É a lagoa de água doce de maior extensão do estado de Santa Catarina. Está situada entre cinco municípios do extremo sul catarinense (Sombrio, Santa Rosa do Sul, Balneário Gaivota, São João do Sul e Passo de Torres), com 16,368 km de comprimento e cerca de 5 km de largura. A sua área é de 54 km², com profundidade máxima de 3 metros.

## Problemas
A Lagoa está apresentando problemas que podem comprometer todo o ecossistema da região. Nos últimos 8 anos o nível da lagoa baixou mais de um metro, com pontos afastando-se até 90 metros do lugar onde antes a água atingia. Outros problemas também começam a preocupar lideranças locais. A lagoa desemboca no rio Mampituba, que tem ligação com o mar. Com a diminuição do nível da lagoa, a água salgada está entrando facilmente, provocando um processo de salinização que é altamente prejudicial para a pesca e a sobrevivência da vida marinha.